# Euselasia effima
Euselasia effima is een vlindersoort uit de familie van de prachtvlinders (Riodinidae), onderfamilie Euselasiinae.
Euselasia effima werd in 1869 beschreven door Hewitson.